# Mike Muñoz
Michael „Mike“ Alejandro Muñoz (* 14. September 1983 in Bellflower, Kalifornien) ist ein ehemaliger US-amerikanischer Fußballspieler auf der Position eines Mittelfeldspielers. Heute ist er als Fußballtrainer tätig und leitet seit Januar 2020 die Geschicke des Toronto FC II, dem Farmteam des Major-League-Soccer-Franchises Toronto FC, mit Spielbetrieb in der drittklassigen nordamerikanischen Profiliga USL League One.

## Spielerkarriere
Mike Muñoz wurde am 14. September 1983 in der Stadt Bellflower, einem Vorort von Los Angeles, im US-Bundesstaat Kalifornien geboren und wuchs im wenige Kilometer südlich gelegenen Los Alamitos auf. Mit dem Fußballsport begann er erst verhältnismäßig spät. Im Alter von zwölf Jahren trainierte der pummelige Mike Muñoz noch mit seinem Vater und kam erst im darauffolgenden Jahr zu seinem ersten lokalen Ausbildungsverein. In Los Alamitos besuchte er unter anderem auch die Los Alamitos High School, an der er im schuleigenen Fußballteam an der Seite von Jonathan Bornstein aktiv war. Über ein Stipendium von der University of California, Berkeley schaffte er den Sprung in deren Herrenfußballmannschaft. Bei den California Golden Bears, so der Name der Universitätssportabteilung, kam er zu seinen regelmäßigen Einsätzen und wurde bereits in seinem Freshman-Jahr ins All-Pac-10-Second-Team gewählt. In den nachfolgenden Sophomore- und Junior-Jahren schaffte er es sogar ins All-Pac-10-First-Team. In seinem Senior-Jahr 2004 unterstützte er den Cheftrainer Kevin Grimes zudem als freiwilliger Trainer beim Training der Collegemannschaft. In allen vier Jahren nahm er mit der Mannschaft an der NCAA Division I Men’s Soccer Championship teil. Während der spielfreien Zeit an der Universität kam er im Jahre 2002 beim Franchise Orange County Blue Star mit Spielbetrieb in der viertklassigen USL PDL zum Einsatz.
Über den MLS Supplemental Draft 2005 schaffte Muñoz den Sprung in die Major League Soccer, als er als 26. Pick in der dritten Runde zum CD Chivas USA gedraftet wurde. Dabei wurde der Mittelfeldakteur unter dem ersten Cheftrainer Thomas Rongen, dessen Nachfolger, dem Interimstrainer Javier Ledesma, und dessen Nachfolger Hans Westerhof kaum berücksichtigt. Am Ende des ersten Spieljahres des neuen MLS-Franchises kam er mit ebendiesem auf dem sechsten und damit letzten Platz der Western Conference und hatte es lediglich auf einen rund 15-minütigen Kurzeinsatz in der höchsten nordamerikanischen Fußballliga gebracht. Sein Debütspiel absolvierte er am 13. August 2005 bei einer 0:3-Auswärtsniederlage gegen D.C. United, als ihn Hans Westerhof in der 75. Spielminute für Jesús Ochoa einwechselte. In sechs weiteren Ligapartien saß er uneingesetzt auf der Ersatzbank; den Rest der Saison stand er dem Profikader jedoch gar nicht zur Verfügung. Unter Bob Bradley, der das Traineramt für das Spieljahr 2006 übernahm, kam Muñoz daraufhin zu keinen Einsätzen mehr und musste das Team über den MLS Expansion Draft 2006 wieder verlassen.
2007 kam er beim nur kurzlebigen Franchise California Victory in der zweitklassigen USL First Division zum Einsatz und fungierte in dieser Zeit als Stammkraft, wobei er es auf 23 Ligaeinsätze und einen -treffer brachte. Im Endklassement rangierte California Victory im Spieljahr 2007 mit Abstand auf dem zwölften und letzten Platz und löste sich umgehend nach Saisonende wieder auf. Nach einer kurzen Stippvisite beim Amateurteam Hollywood United, mit dem er unter anderem am Lamar Hunt U.S. Open Cup 2008 teilnahm und nach einem Erstrundensieg über den Zweitligisten Portland Timbers erst in Runde 2 gegen den Zweitligisten Seattle Sounders vom laufenden Turnier ausschied. Bald darauf schaffte er den Sprung zurück in die Major League Soccer, wo er von LA Galaxy aufgenommen wurde. Unter Bruce Arena wurde er jedoch ebenfalls kaum berücksichtigt und absolvierte am 6. September 2008 bei einem 2:2-Heimremis gegen Real Salt Lake sein einziges MLS-Spiel für LA Galaxy. Dabei kam er in der 81. Spielminute als Ersatz für Josh Tudela auf den Rasen. Die restliche Spielzeit verbrachte er entweder uneingesetzt auf der Ersatzbank oder in der Reservemannschaft mit Spielbetrieb in der MLS Reserve League. In dieser rangierte er mit dem Reservekader am Saisonende abgeschlagen auf dem zwölften und damit letzten Tabellenplatz. Nach dem MLS Expansion Draft 2008 ließ Galaxy den Vertrag von Muñoz auslaufen, woraufhin dieser kurzzeitig vereinslos wurde. Im darauffolgenden Jahr kam er kurzzeitig beim Viertligisten Orange County Blue Star unter, ehe er nach vier absolvierten Ligabegegnungen seine Karriereende als Aktiver bekanntgab.

## Trainerkarriere
Nachdem er in seinem letzten Studienjahr (2004) bereits seinen Coach Kevin Grimes als freiwilliger Trainer beim Training der Collegemannschaft unterstützte, begann er auch umgehend nach seinem Karriereende als aktiver Fußballspieler eine Trainerlaufbahn. Nach anfänglichen Tätigkeiten als Co-Trainer der U-16-Akademiemannschaft von LA Galaxy (2009/10), war er als U-16-Trainer an der Real Salt Lake-Arizona Academy im Einsatz. Bei Real Salt Lake erreichte er mit dem Team im Endklassement einen dritten Platz und wurde aufgrund seiner Leistungen zum Development Academy U-16 Coach of the Year gewählt. Kurzzeitig trat er in der Saison 2010/11 auch als Trainer der Real Salt Lake-Arizona Academy U-18 in Erscheinung. Daraufhin betreute er von 2011 bis 2013 über zwei Spielzeiten hinweg die U-16-Mannschaft an der CD Chivas USA Academy und schaffte es mit der Mannschaft in beiden Jahren in die saisonabschließenden Play-offs. Nebenbei war er als Assistenztrainer auch für die U-18- und U-23-Akademiemannschaften zuständig und fungierte nach der Beurlaubung von José Luis Sánchez Solá an der Seite von Akademieleiter Sacha van der Most für zwei Meisterschaftsspiele als Interims-Co-Trainer der Profimannschaft in der MLS. Darüber hinaus betreute er als Assistenztrainer die US-amerikanischen U-14- und U-15-Nationalauswahlen.
Danach verschlug es ihn wieder zu LA Galaxy, wo er anfangs die U-16-Akademiemannschaft betreute und ab Sommer 2014 auch die U-14-Mannschaft übernahm. Ab April 2015 übernahm er  zusätzlich auch noch das Traineramt der U-18-Mannschaft an der Akademie, das bis zu diesem Zeitpunkt von Ante Razov betreut wurde, und war somit für drei Akademieteams hauptverantwortlich. Gegen Saisonende 2015 gab er die U-14-Mannschaft an Brian Kleiban ab und trainierte nur mehr die U-16- und die U-18-Mannschaft. Ab Sommer 2016 trainierte er schließlich nur mehr das U-18-Team. In weiterer Folge löste er Ende November 2016 Peter Vagenas als Akademieleiter ab und übernahm die Leitung der LA Galaxy Academy; Vagenas übernahm daraufhin die Rolle des General Managers von LA Galaxy. Nur wenige Monate nach dieser Amtsübergabe übernahm Muñoz eine zusätzliche Aufgabe und wurde zum Cheftrainer der LA Galaxy II, dem Farmteam des MLS-Franchises, mit Spielbetrieb in der zweiklassigen Profiliga United Soccer League (USL) bestellt. Damit wurde er mit 33 Jahren zum aktuell (Stand: 2017) jüngsten Profifußballtrainer in den Vereinigten Staaten. Nachdem er Ende des Jahres 2018 nach einem einjährigen Kurs seine U.S. Soccer Pro License erhalten hatte, blieb Muñoz nur noch einige Monate Trainer von LA Galaxy II, ehe er im Juli 2019 durch Interimstrainer Junior Gonzalez, mit dem zuvor noch zusammen den Kurs für die U.S. Soccer Pro License belegt hatte, abgelöst wurde. Als Akademieleiter wurde Muñoz mitsamt seinem Betreuerstab entlassen und durch Juan Carlos Ortega ersetzt.
Am 27. Januar 2020 wurde Muñoz als neuer Trainer des Toronto FC II, dem Farmteam des MLS-Franchises Toronto FC, vorgestellt; er löste Michael Rabasca als Trainer ab.